# Spyrídon Giannáros
Spyrídon Giannáros (en grec moderne : Σπυρίδων Γιαννάρος), né le 12 mai 1992 à Athènes, est un rameur grec.

## Palmarès

### Jeux olympiques d'été
- 2016 à Rio de Janeiro,  Brésil
  - 6e en quatre de couple poids légers

### Championnats du monde
- 2013 à Chungju,  Corée du Sud
  -  Médaille d'or en quatre de couple poids légers
- 2014 à Amsterdam,  Pays-Bas
  -  Médaille d'or en quatre de couple poids légers
- 2016 à Rotterdam,  Pays-Bas
  -  Médaille de bronze en quatre de couple poids légers
- 2017 à Sarasota,  États-Unis
  -  Médaille de bronze en quatre de couple poids légers

### Championnats d'Europe
- 2012 à Varèse,  Italie
  -  Médaille d'or en deux de couple poids légers

### Jeux méditerranéens
- 2013 à Mersin,  Turquie
  -  Médaille d'or en deux de couple poids légers
- 2018 à Tarragone,  Espagne
  -  Médaille de bronze en skiff poids légers